# Upney (stanice metra v Londýně)
Upney je stanice metra v Londýně, otevřená roku 1932. Autobusové spojení zajišťuje linka 62. Stanice se nachází v přepravní zóně 4 a leží na lince:
- District Line mezi stanicemi Barking a Becontree.

| Rok  | Počet cestujících |
| ---- | ----------------- |
| 2011 | 2,11 mil          |
| 2012 | 2,13 mil          |
| 2013 | 2,30 mil          |
| 2014 | 2,33 mil          |